# Zweepstaartschorpioenen
De zweepstaartschorpioenen (Thelyphonida, vroeger Uropygi) zijn een orde van spinachtigen. De naam zweepstaartschorpioenen is ontstaan omdat hun staart lijkt op een zweep, en hun uiterlijk op schorpioenen. De staart draagt geen gifstekel zoals bij schorpioenen het geval is.

## Uiterlijk
Zweepstaartschorpioenen hebben zweepachtige flagellum aan het einde van hun pygidium, een kleine plaat van drie segmenten van het exoskelet. De lengte kan variëren van 25 tot 85 mm. De meeste soorten worden niet groter dan 30 mm, maar de grootse soorten vallen binnen het geslacht Mastigoproctus, met een lengte van 85 mm. Net zoals de gerelateerde ordes Schizomida, Amblypygi en Solifugae gebruiken zweepstaartschorpioenen zes poten om mee te lopen en de andere twee als antenne-achtige sensoren. De meeste soorten hebben ook grote, schorpioenachtige pedipalpen. Ze hebben één paar ogen aan de voorkant van het kopborststuk en drie aan beide kanten van het hoofd. Zweepstaartschorpioenen zijn niet giftig, maar hebben wel een klier aan het uiteinde van hun lichaam om een combinatie van azijnzuur en octaanzuur te spuiten naar aankomende vijanden.

## Gedrag
Zweepstaartschorpioenen zijn carnivoren en uitsluitend nachtdieren. Hun voedsel bestaat vooral uit insecten en miljoenpoten, maar ze eten soms ook wormen en slakken.

## Voortplanting
Vrouwtjes leggen maximaal 35 eieren, die plaatsvinden in een slijmvlies, in een hol. Tijdens het ontwikkelen en uitkomen van de eieren eet de moeder niet. Vlak na de geboorte sterft de moeder dan ook. Na drie jaar zijn de kleine zweepstaartschorpioenen volwassen geworden, waarna ze nog ongeveer vier jaar doorleven.

## Verspreiding
De zweepstaartschorpioenen komen voor in de vochtige biotopen van tropische en subtropische gebieden.

## Taxonomie

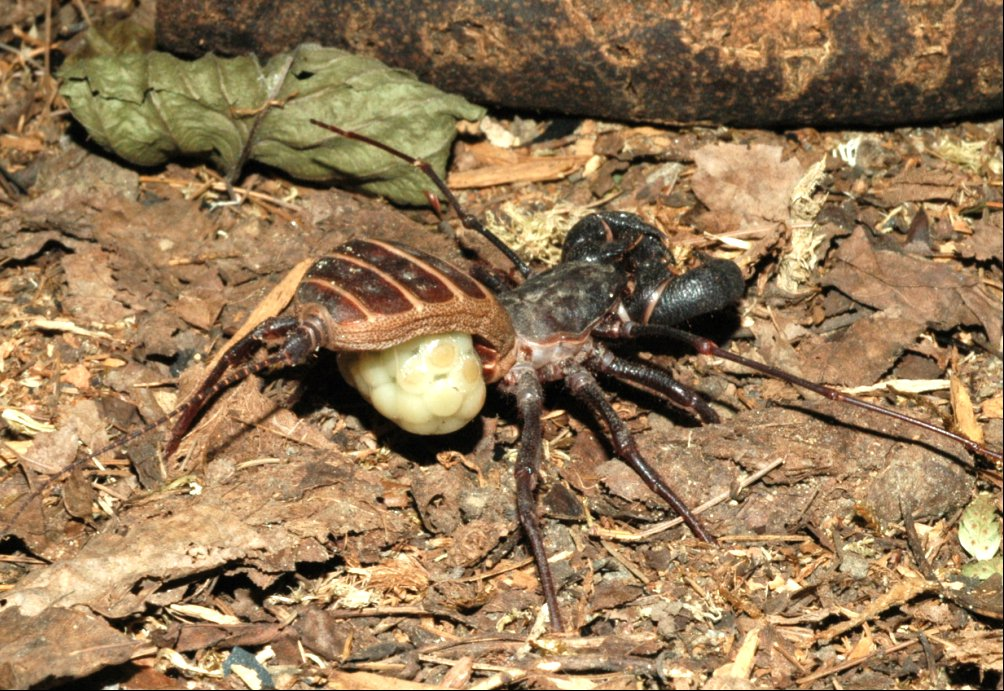
Mastigoproctus giganteus, een vrouwtje met eieren.

In 2006 waren 104 soorten van zweepstaartschorpioenen beschreven, die overal op de wereld voorkomen. Voor een compleet overzicht zie: Lijst van zweepstaartschorpioenen.
De volgende familie, onderfamilies en geslachten zijn bij de orde ingedeeld:
- Familie Thelyphonidae (Lucas, 1835)
  - Onderfamilie Hypoctoninae (Pocock, 1899)
    - Geslacht Etienneus (Heurtault, 1984)
    - Geslacht Hypoctonus (Thorell, 1888)
    - Geslacht Labochirus (Pocock, 1894)
    - Geslacht Thelyphonellus (Pocock, 1894)

  - Onderfamilie Mastigoproctinae (Speijer, 1933)
    - Geslacht Mastigoproctus (Pocock, 1894)
    - Geslacht Mimoscorpius (Pocock, 1894)
    - Geslacht Uroproctus (Pocock, 1894)

  - Onderfamilie Thelyphoninae (Lucas, 1835)
    - Geslacht Abaliella (Strand, 1928)
    - Geslacht Chajnus (Speijer, 1936)
    - Geslacht Ginosigma (Speijer, 1936)
    - Geslacht Glyptogluteus (Rowland, 1973)
    - Geslacht Minbosius (Speijer, 1933)
    - Geslacht Tetrabalius (Thorell, 1888)
    - Geslacht Thelyphonus (Latreille, 1802)

  - Onderfamilie Typopeltinae (Rowland & Cooke, 1973)
    - Geslacht Typopeltis (Pocock, 1894)

  - Onderfamilie incertae sedis
    - Geslacht Geralinura  † (Scudder, 1884) — Fossiel
    - Geslacht Mesoproctus  † (Dunlop, 1998) — Fossiel
    - Geslacht Proschizomus  † (Dunlop & Horrocks, 1996) — Fossiel